# Челсі Галліксон
Челсі Галліксон (англ. Chelsey Gullickson; нар. 29 серпня 1990) — колишня американська тенісистка.
Найвищу одиночну позицію світового рейтингу — 399 місце досягла 9 червня, 2008, парну — 665 місце — 7 липня, 2008 року.
Здобула 2 одиночні титули туру ITF.
Найвищим досягненням на турнірах Великого шолома було 2 коло в парному розряді.

## Фінали ITF
| турніри $50,000 |
| турніри $25,000 |
| турніри $10,000 |

### Одиночний розряд (2–0)
| Результат | Ранг | Дата            | Турнір                        | Покриття | Суперниця      | Рахунок       |
| --------- | ---- | --------------- | ----------------------------- | -------- | -------------- | ------------- |
| Перемога  | 1.   | 18 травня 2008  | Ролі (Північна Кароліна), США | Ґрунт    | Лорен Албанезе | 6–4, 2–6, 6–3 |
| Перемога  | 2.   | 16 вересня 2012 | Реддінг (Каліфорнія), США     | Тверде   | Еллі Вілл      | 6–3, 4–6, 6–2 |

### Парний розряд (0–1)
| Результат | Ранг | Дата            | Турнір                  | Покриття | Партнерка       | Суперниці                 | Рахунок  |
| --------- | ---- | --------------- | ----------------------- | -------- | --------------- | ------------------------- | -------- |
| Поразка   | 1.   | 30 березня 2008 | Гаммонд (Луїзіана), США | Тверде   | Карлі Галліксон | Ракел Атаво Абігейл Спірс | 5–7, 4–6 |